# Maria Banuș
Maria Banuș (Bucarest, 10 aprile 1914 – Bucarest, 14 luglio 1999) è stata una poetessa e scrittrice rumena.

## Biografia
Nacque nel 1914 a Bucarest in una famiglia di origine ebraica, contesto religioso-culturale da cui si sarebbe progressivamente alienata. Pubblicò le sue prime poesie nel 1928, ma la notorietà come poetessa iniziò nel 1937 con la raccolta Tara fetelor (Il paese delle fanciulle) sul tema intimistico dell'adolescenza e del risveglio sessuale.
Tornò ad apprezzare lo stile di vita ebreo negli shtetl in seguito all'esperienza della shoah, che confluì in poesie come Bucurie (Gioia) del 1949. Pur riconoscendosi nelle sofferenze del popolo ebreo nell'Olocausto, continuò a identificarsi nella cultura e nella lingua rumene.
Nel dopoguerra divenne una strenua sostenitrice del Partito Comunista e ciò si rifletté in liriche impegnate a sfondo sociale e umanitario. Negli anni Cinquanta del Novecento si dedicò anche alla scrittura di due drammi sociali.
Nel 1965 curò l'antologia poetica Din poezia de dragoste a lumii ("Poesie d'amore nella letteratura mondiale"), che annoverava anche opere in ebraico e yiddish.
Nel 1978 pubblicò stralci dei suoi diari dell'epoca della seconda guerra mondiale (Sub camuflaj, "Sotto copertura"), che crearono scalpore per i racconti autobiografici a sfondo erotico e per l'approccio critico alla propria identità ebrea.
In seguito alla "liberalizzazione" della Romania, in età più avanzata, tornò ad affrontare temi personali nei propri versi come nelle raccolte Metamorfosi del 1963 e Il ritratto di Fayum del 1970, senza per questo escludere il ritorno a temi civili nel 1972 con Chiunque e qualcosa. Dopo numerose raccolte negli anni Ottanta, nel 1990 pubblicò Fiesta, che accostava poesie d'amore elegiache e componimenti poetici ludici.
Nella sua carriera letteraria si dedicò anche alle traduzioni di noti autori (Goethe, Pushkin, Rilke, Shakespeare). Le sue stesse poesie sarebbero state tradotte in inglese, russo, cinese ed ebraico.
Morì nel 1999 a Bucarest.

## Premi e riconoscimenti
Nel 1989 fu tra i destinatari del premio Herder.

## Opere
È considerata una delle più significative poetesse rumene che abbia affrontato tematiche femminili. È altresì ricordata per i contenuti pacifisti nella sua poesia; in particolare, in Torentul del 1959 e Magnet (Magnete) del 1962, denuncia gli orrori della guerra appellandosi alle madri per promuovere la pace.

### Raccolte poetiche (parziale)
- Tara fetelor (Il paese delle fanciulle, 1937)
- Fiilor mei ("Ai miei figli", 1949)
- Versuri alese ("Poesie selezionate", 1953)
- Despre pamant ("Sulla Terra", 1954)
- Se arata lumea ("Il Mondo si mostra", 1956)
- Metamorfosi (1963)
- Il ritratto di Fayum (1970)
- Chiunque e qualcosa (1972)
- Novembre l'innocente (1981)
- Le effimere nozze (1981)
- Orologio con figure (1984)
- La giostra (1989)
- Fiesta (1990)

### Teatro
- Ziua cea mare ("Il grande giorno", 1951)
- Indragostitii ("Gli amanti", 1954)